# 나근형
나근형(羅根炯, 1939년 8월 8일 ~ )은 인천광역시교육감을 지낸 대한민국의 공무원이자 교육인이다. 종교는 천주교이며, 세례명은 도미니코이다.

## 출신 학교
- 불은초등학교
- 강화중학교
- 인천고등학교
- 서울대학교 수학교육학 학사

## 주요 경력
- 1964년 : 김포여자상업고등학교 교사
- 1967년 ~ 1973년 : 동인천고등학교 교사
- 제물포고등학교 교감
- 인일여자고등학교 교장
- 부원중학교 교장
- 1983년 ~ 1988년 : 인천광역시교육청 중등교육과 장학사
- 인천광역시교육청 중등장학과 과장
- 인천광역시교육청 중등교육국 국장
- 인천광역시 문화예술진흥위원회 위원
- 인천광역시체육회 이사
- 인천시립예술단 운영위원회 위원
- 한국마약퇴치운동본부 인천광역시지부 이사
- 2001년 7월 ~ 2009년 7월 : 인천광역시교육감(제10·11대)
- 2010년 7월 ~ 2014년 6월 : 인천광역시교육감(제12대)
- 2010년 7월 ~ 2012년 6월 : 제3대 전국시도교육감협의회 회장
- 2015년 2월 법정 구속(뇌물 수수 등)

## 같이 보기
- 김신호
- 임혜경
- 고영진

## 역대 선거 결과
| 선거명          | 직책명           | 대수            | 정당   | 득표율 | 득표수    | 결과 | 당락             |
| --------------- | ---------------- | --------------- | ------ | ------ | --------- | ---- | ---------------- |
| 제5회 지방 선거 | 인천광역시교육감 | 12대 (민선 5기) | 무소속 | 25.44% | 259,888표 | 1위  | 인천 교육감 당선 |